# Argyrolobium sericosemium
Argyrolobium sericosemium är en ärtväxtart som beskrevs av Hermann August Theodor Harms. Argyrolobium sericosemium ingår i släktet Argyrolobium och familjen ärtväxter. Inga underarter finns listade i Catalogue of Life.